# Tayaziano
Il Tayaziano è un'industria litica del Paleolitico inferiore, contemporanea dell'Acheuleano (o precedente), ma priva di bifacciali.
Il Tayaziano fu identificato per la prima volta e denominato nel 1932 dall'abate Henri Breuil, come una industria litica tipica del sito di La Micoque (livelli 4 e 5). Prende il nome dalla città dove si trova questo sito: Les Eyzies-de-Tayac in Dordogna (Francia), anche se il sito di riferimento è in seguito diventato la grotta di Fontéchevade.
Questa industria è caratterizzata da un taglio po' più sviluppato, diverso dal Levalloisiano (precedentemente chiamato Clactoniano). Questo presenta caratteristiche più simili a un taglio tipico del Musteriano, con l'uso di raschiatoi, tacche a molti dentelli e rare forme bifacciali atipiche. Un tipico e comune strumento è la punta di Tayac, formata da due bordi convergenti dentellati, simili al Clactoniano.
Data la sua età e le sue caratteristiche, F. Bordes considerava il Tayaziano come una forma di pre-Musteriano. Secondo le ultime datazioni radiometriche, il Tayaziano di La Micoque dovrebbe avere un'età compresa tra i 440.000 e i 350.000 anni (fase 11-10 dell'isotopo di ossigeno).
Oltre che a La Micoque, tracce del Tayaziano sono state rinvenute ala Caune d'Arago, a Baume-Bonne e a Aldene.
Utensili in pietra di questa cultura sono stati trovati in una colonna stratigrafica scavata in Siria.